# Провінційно керовані племінні території
Провінційно керовані племінні території (англ. Provincially Administered Tribal Areas) — один з пакистанських адміністративно-територіальних підрозділів, вказаний в статті 246 (б) Конституції Пакистану. Закони видаються в провінційною асамблеєю Хайбер-Пахтунхва, не можуть бути застосовані до PATA, тільки губернатор відповідної провінції і президент Пакистану можуть регулювати життя цієї території.
Провінційно керовані племінні території, як це визначено в Конституції, включають в себе чотири колишні князівства, а також кілька племінних територій в округах:
| Хайбер-Пахтунхва | Белуджистані |
| ---------------- | ------------ |
| Читрал           | Жоб          |
| Верхній Дір      | Лоралай      |
| Нижній Дір       | Чагай        |
| Сват             | Сібі         |
| Кохістан         | Дера-Бугті   |
| Малаканд         |              |
| Маншехра         |              |